# IV. Henrik francia király
IV. Henrik (Pau, 1553. december 13. – Párizs, 1610. május 14.) 1572 és 1610 között Navarra királya (III. Henrik néven), 1589 és 1610 között Franciaország királya. Franciaország első Bourbon uralkodója. Szülei Antoine de Bourbon (Bourbon Antal), Vendôme hercege, és III. Johanna (Jeanne d’Albret), Navarra királynője voltak. 1610-ben merénylet áldozata lett.

## Élete

### Ifjúkora

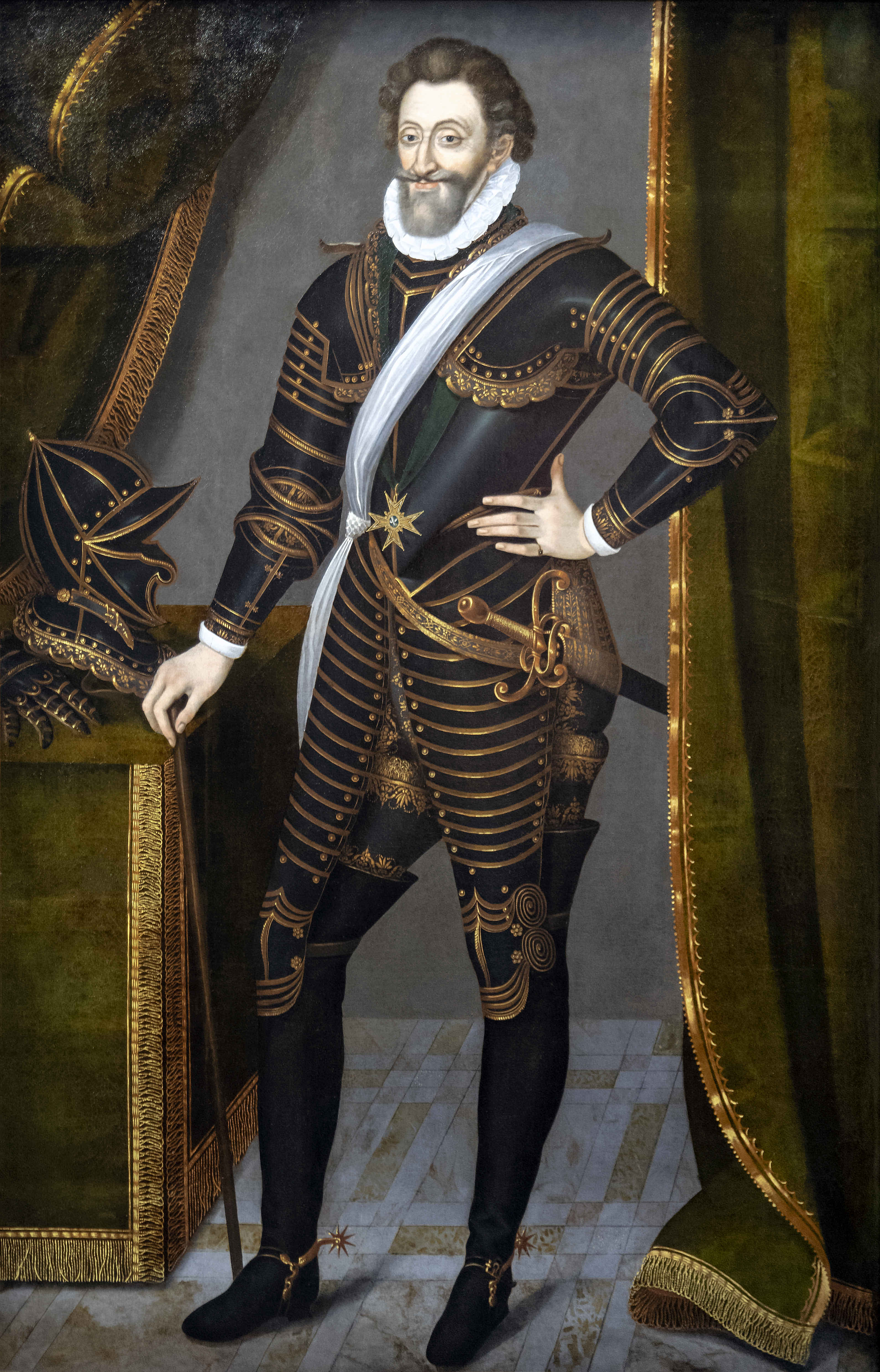
IV. Henrik francia király

Henriket római katolikusnak keresztelték, de protestánsként nevelték; anyja a kálvinizmust rendelte Navarra államvallásává. Henrik tizenévesen csatlakozott a hugenottákhoz. 1572-ben, anyja halálával Navarra királya lett. A húga, Bourbon Katalin ettől kezdve Henrik elsőszülött törvényes fiának, Lajosnak a megszületéséig, 1601-ig volt a Navarrai Királyság trónörököse. Még a navarrai trónra lépésének évében augusztus 18-án elvette Valois Margitot, IX. Károly francia király testvérét. Anyósa, Medici Katalin titokban megszervezte az esküvőre érkező protestánsok lemészárlását (Szent Bertalan éjszakája). Augusztus 24-én Párizsban és környékén több ezer protestánst mészároltak le. Maga Henrik csak úgy menekült meg, hogy színleg áttért a római katolikus vallásra, de ezt követően kb. négy évig gyakorlatilag házi őrizetben tartották, ahonnan sikerült megszöknie és visszatért Navarrába.
III. Henrik oldalán részt vett a francia vallásháborúkban („a három Henrik háborúja”). A király 1589. augusztus 2-án merénylet áldozata lett, és gyermektelen lévén utódjául Navarrai Henriket jelölte ki. Henrik esélyeit növelte, hogy a száli törvény (Lex Salica) szerint ő volt a Capeting-ház legidősebb férfi tagja (IX. Lajos francia király, azaz Szent Lajos király közvetlen fiúági leszármazottja).

### A francia királyi korona megszerzése

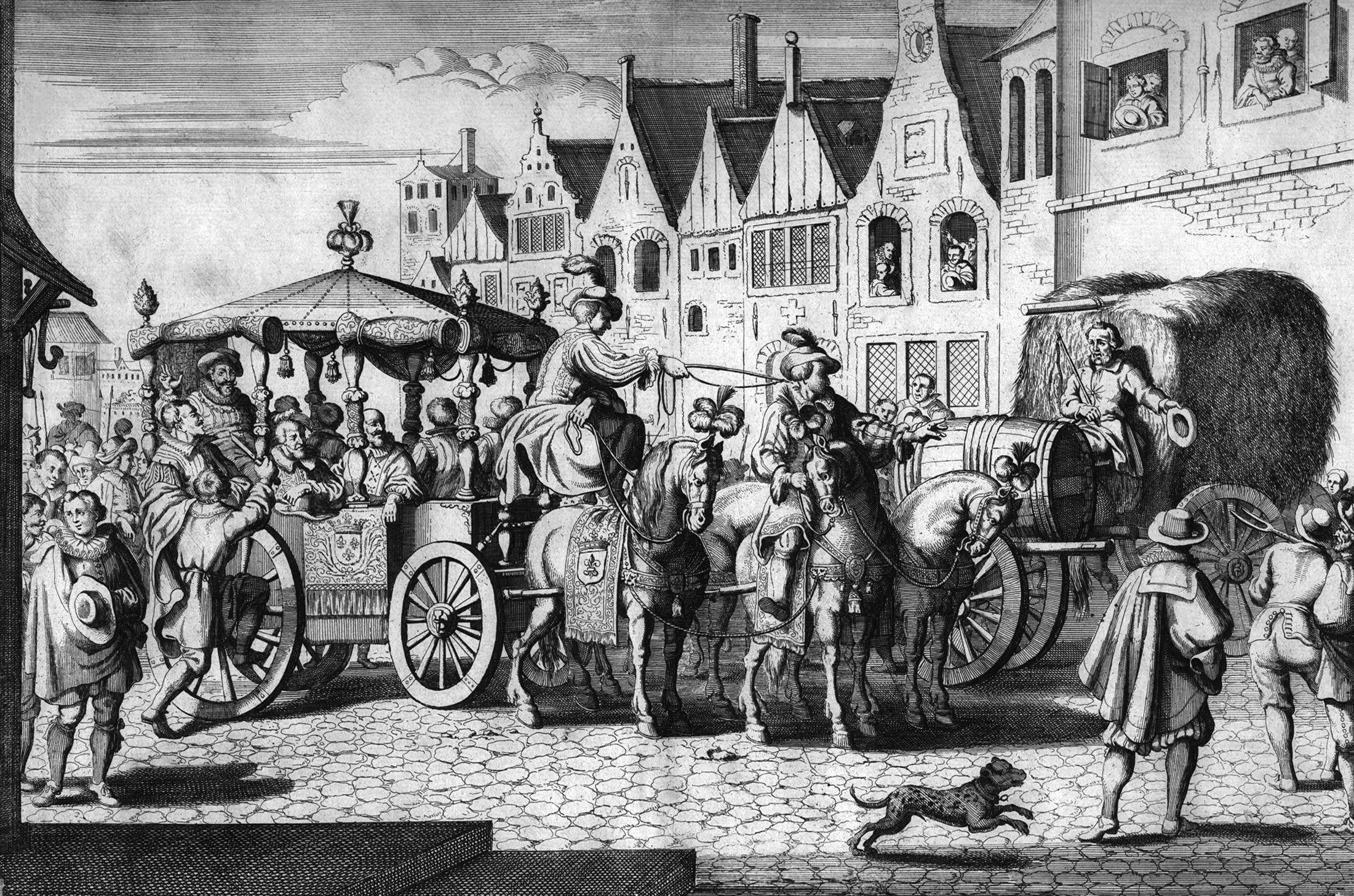
A merénylet Gaspar Bouttats művén

Henrik beszállt a francia trónért folyó harcba, amelyben kezdetben támogatást kapott a Katolikus Liga ellen fellépő I. Erzsébet angol királynőtől is. Bölcs politikusként belátta azonban, hogy örökösi jogok ide vagy oda, hugenottaként nem szerezheti meg tartósan a zömében katolikus királyság koronáját, ezért majdnem 21 évvel Szent Bertalan éjszakája után, 1593. július 25-én áttért a katolikus vallásra. Az utókor az áttérést kommentálva a szájába adott egy találó mondatot, amely azonban nem tőle származik: „Párizs megér egy misét!” (A mondat forrása egy 1622-es névtelen francia pamflet, amely szerint Henrik briliáns minisztere, Sully herceg mondta volna Henriknek: "a korona megér egy misét".)
1594. február 27-én koronázták királlyá, a chartres-i székesegyházban. 1595-ben hadat üzent a Katolikus Ligát katonailag is támogató Spanyolországnak. A több frontos háborúban nagy nehézségek árán, de győzelmeket aratott. 1598. április 13-án kiadta a nantes-i ediktumot, amely megszüntette a hugenották üldözését. Így megerősödött helyzetében kötötte meg két héttel később, május 2-án az idős II. Fülöp spanyol királlyal a vervins-i békeszerződést, amelyben Fülöpöt lemondatta francia trónigényétől, és visszaszerezte tőle az elfoglalt Pikárdiát.
Henriket kedvelték az alattvalói, és a franciák még ma is mint „jó királyra” emlékeznek rá. Egy anekdota szerint azt kívánta népének, hogy vasárnap minden francia fazekában egy tyúk főjön. Népszerűsége ellenére elődjéhez, III. (Valois) Henrikhez hasonlóan ő is merénylet áldozata lett. Egy fanatikus katolikus, François Ravaillac végzett vele (Ravaillac szeretett volna szerzetes lenni, de az általa preferált rendek egyikébe se nyert felvételt).

## Házasságai, utódai
- Első házasságát, amelyet Valois Margittal, II. Henrik francia király leányával kötötte, VIII. Kelemen pápa 1599-ben felbontotta. Gyermekeik nem születtek.
- Második felesége Medici Mária volt, I. Ferenc toszkánai nagyherceg (Francesco de’ Medici) leánya (1600-tól). Gyermekeik:
  - XIII. Lajos (1601–1643), Franciaország és Navarra királya (1610-1643);
  - Erzsébet (1603–1644), Bourbon Izabella néven IV. Fülöp spanyol király első felesége;
  - Krisztina Mária (1606-1663), I. Viktor Amadé savoyai herceg felesége;
  - Miklós (1607–1611), Orléans hercege, gyermekkorban meghalt.
  - Gaston (1608–1660), Orléans hercege; a Monsieur.
  - Henrietta Mária (1609–1669), I. Károly angol király felesége.

Hat szeretőjének neve maradt fenn:
- Diane d’Andoins, Andoins bárónője, Gramont és Guiche grófnéja
- Françoise de Montmorency, Thury márkinője és Cinq-Mars bárónéja
- Gabrielle d’Estrées, Beaufort és Verneuil hercegnője, Monceaux márkinője
- Catherine Henriette de Balzac d’Entragues, Verneuil márkinője
- Jacqueline de Bueil, Moret grófnője és Césy grófnéja
- Charlotte des Essarts, Romorantin grófnője és Vitry hercegnője

Házasságon kívül, szeretőitől született 9 gyermeke:
- Jacqueline de Bueil-től
  - Antoine de Bourbon
- Charlotte des Essarts-tól
  - Jeanne-Baptiste de Bourbon
  - Marie-Henriette de Bourbon
- Catherine Henriette de Balzac d’Entragues-tól
  - Gaston Henri de Bourbon
  - Gabrielle Angelique de Bourbon
- Gabrielle d’Estrées-től 
  - César de Bourbon
  - Catherine Henriette de Bourbon
  - Alexandre de Bourbon
  - egy ismeretlen nevű, halva született fiúgyermek

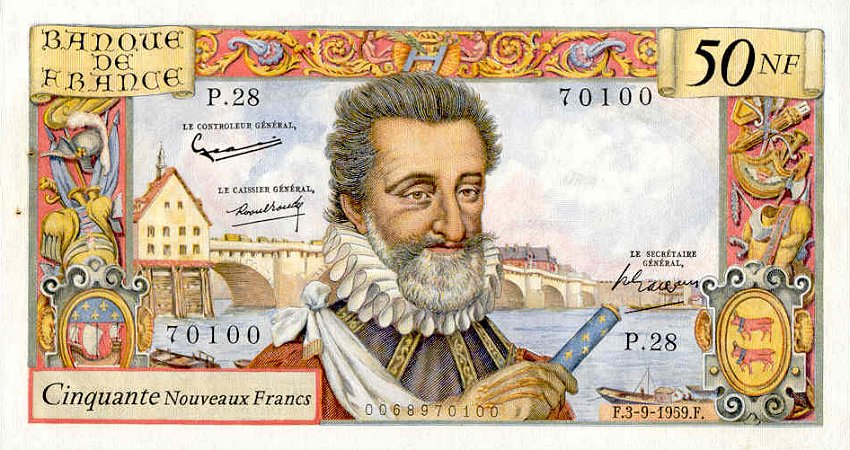
IV. Henrik király portréja az 1959 és 1963 között kibocsátott 50 új francia frankos bankjegyen.